# كهك اسفيج (فتح أباد)
كهك اسفيج (بالفارسية: کهک اسفیچ) هي قرية تقع في إيران في Fathabad Rural District. يقدر عدد سكانها بـ 407 نسمة بحسب إحصاء 2016.